# Anglesey

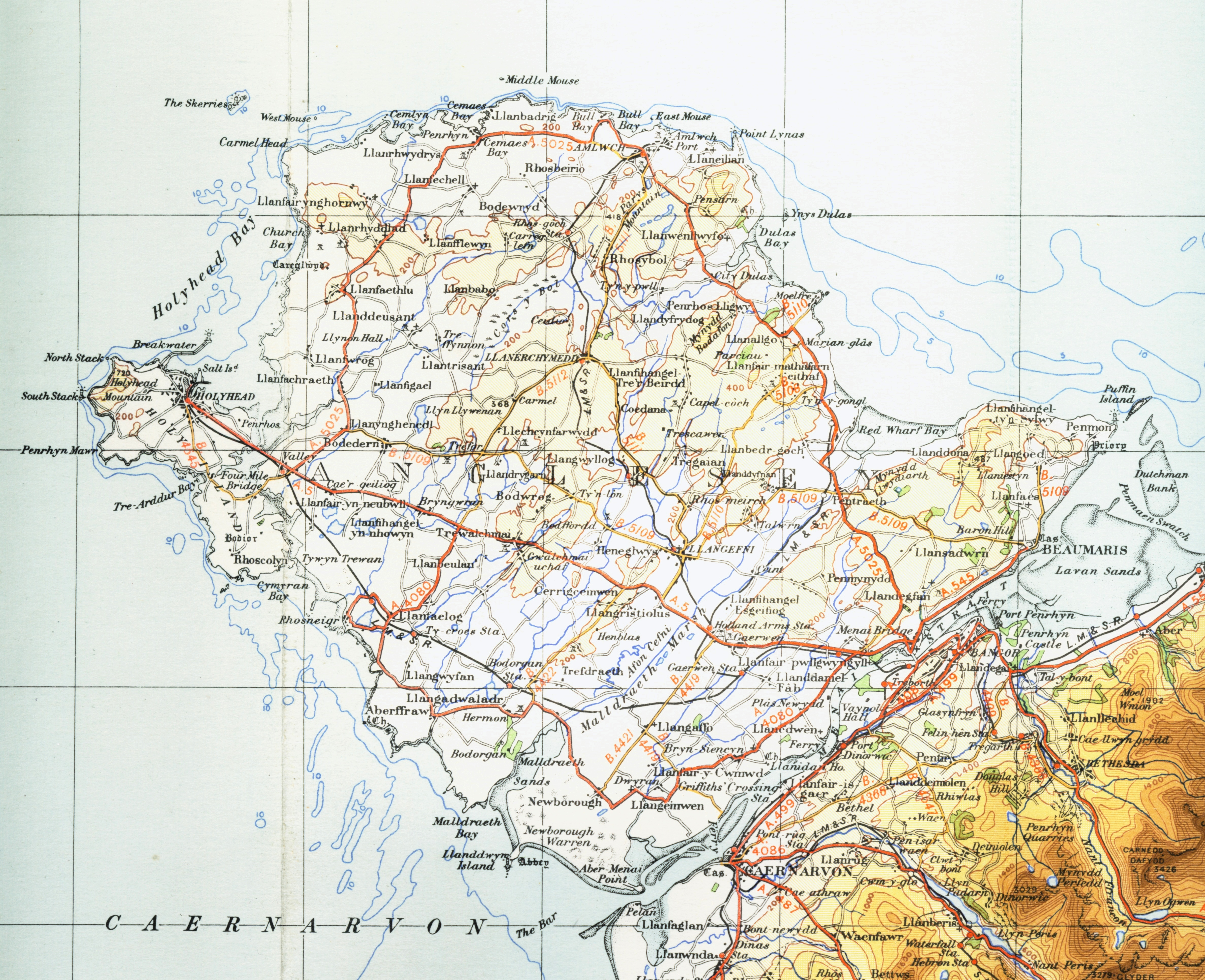
Karte von 1946

Anglesey (englisch [ˈæŋɡəlsi]; walisisch Ynys Môn [ˈənɨs ˈmoːn]; lateinisch Mona) ist eine Insel vor der Nordwestküste von Wales in der Irischen See und ein gleichnamiger Hauptbezirk (Principal Area). Verwaltungssitz ist Llangefni. Die Landschaft ist von Hügeln geprägt. 

## Geographie
Holy Island (vormals Holyhead Island) ist Anglesey westlich vorgelagert und mit der Insel über eine Brücke und einen künstlich angelegten Damm verbunden. Nordwestlich von Anglesey liegt die Gezeiteninsel Ynys y Fydlyn.

## Verkehr

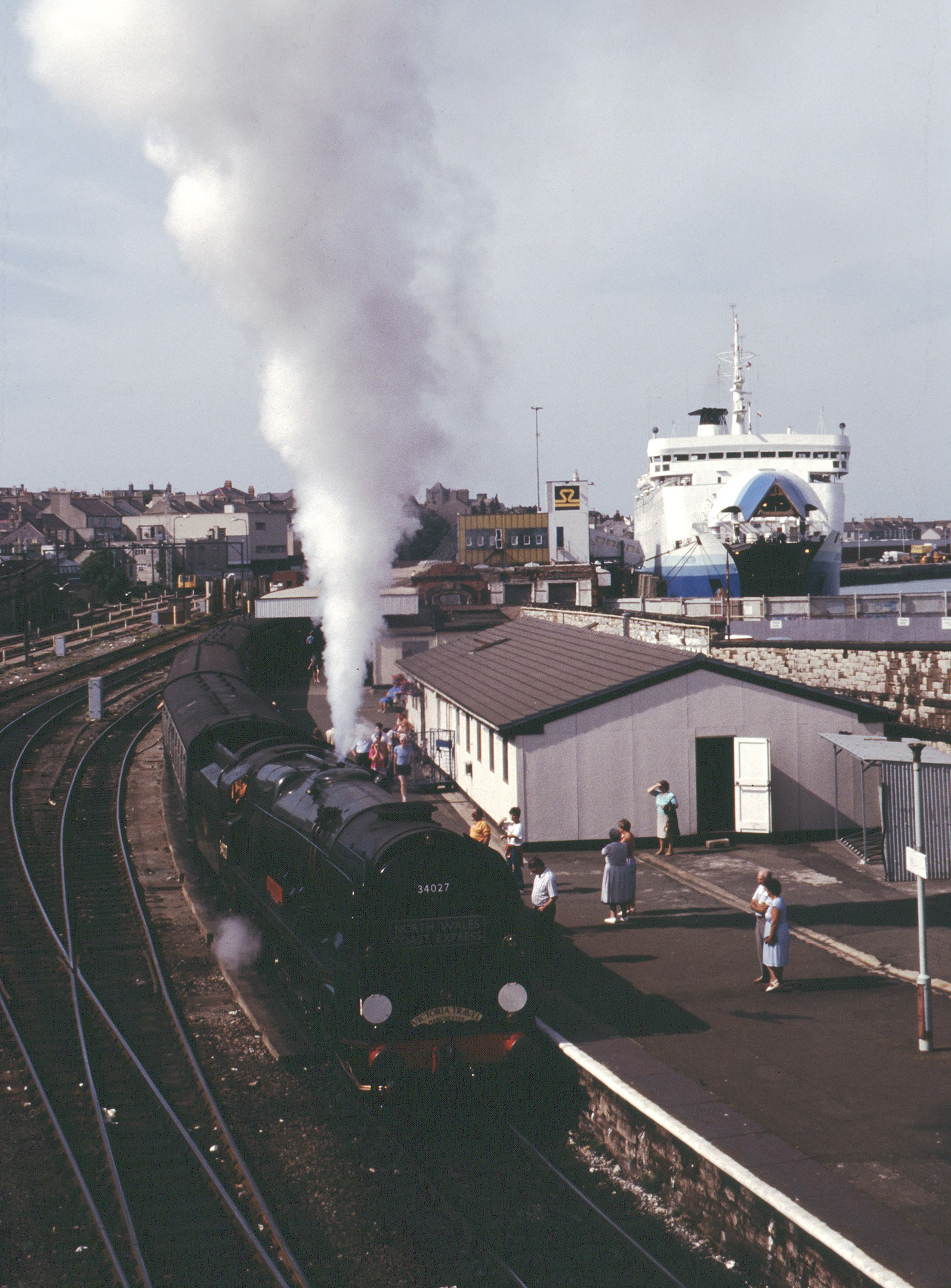
Fährschiff und Hafenbahnhof in Holyhead (1989)

Über die Menaistraße führen zwei Brücken (Menai-Brücke und Britanniabrücke), die Anglesey mit der Insel Großbritannien verbinden. Vom Hafen der größten Stadt Holyhead verkehren Fähren nach Dublin (u. a. die Ulysses, eine der größten Fähren der Welt) in der Republik Irland. In Holyhead enden die North Wales Coast Line und die von London kommende A5 road.

## Name
Der englische Name der Insel Anglesey leitet sich vom altnordischen „Onguls ey“ (dt. Insel des Ongul) her. Ongul ist der Name eines Wikingerführers. Die Bezeichnung Anglesey hat keinen Bezug zum historischen Volk der Angeln.
Die Bedeutung des walisischen Namens Ynys Môn (Insel Môn) ist unbekannt.

## Orte
- Aberffraw
- Amlwch
- Amlwch Port
- Beaumaris
- Brynsiencyn
- Cemaes
- Holyhead
- Llanfairpwllgwyngyll
- Llangefni
- Llanrhyddlad
- Menai Bridge
- Moelfre
- Penmon
- Rhosneigr

## Geschichte

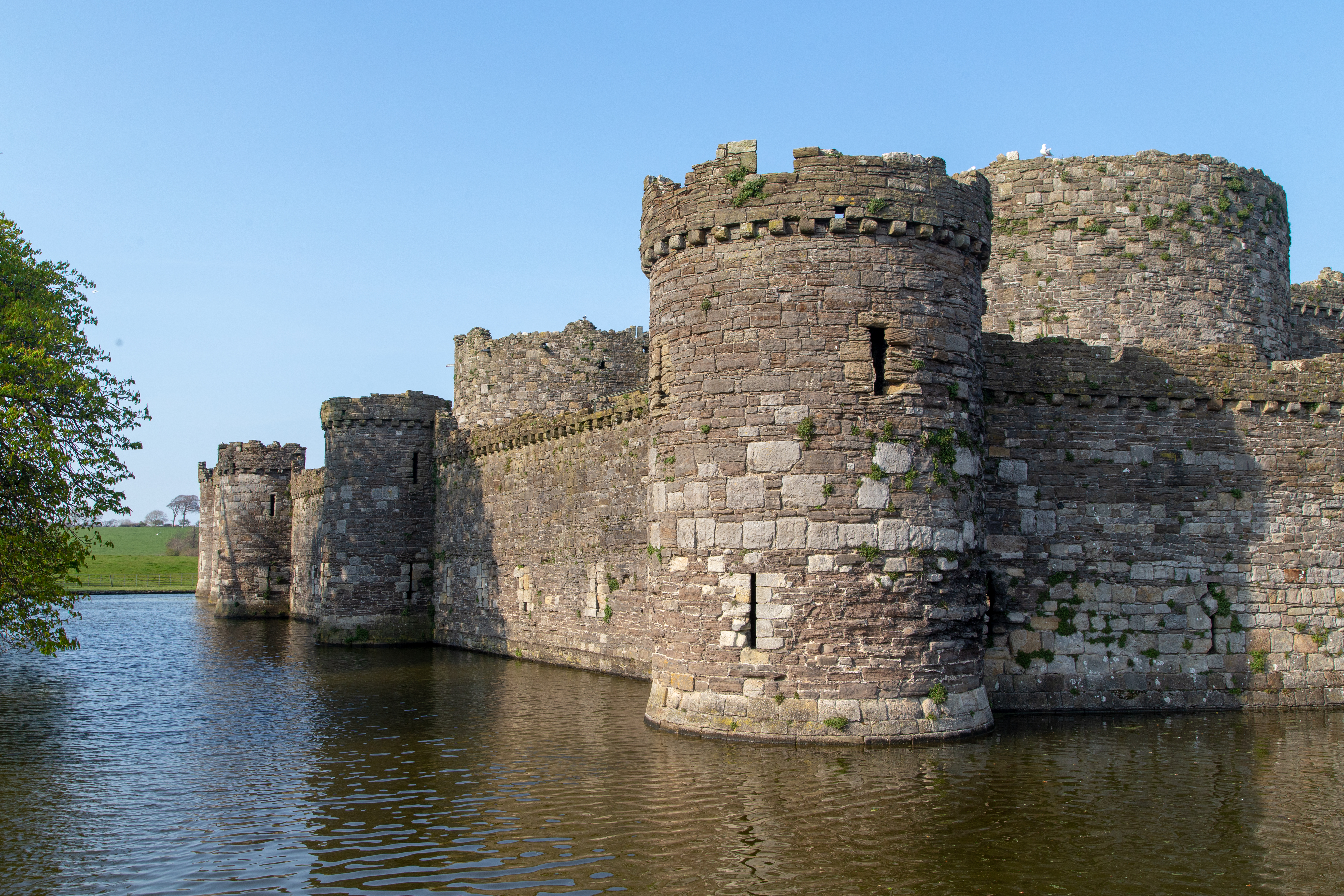
Beaumaris Castle

Am Ende der Vorzeit war Anglesey ein Zentrum der Druiden, weshalb sie „Insel der Druiden“ genannt wurde. Im Jahre 61 n. Chr. zerstörten die Römer unter Gaius Suetonius Paulinus das dortige Heiligtum, um den anhaltenden, durch die Priesterschaft geförderten Widerstand der keltischen Bevölkerung zu brechen. Sie nannten die Insel Mona, wie sie auch von den Einheimischen genannt wurde. Nach Paulinus’ Abberufung von seinem Statthalteramt in der Provinz Britannia verloren die Römer die Kontrolle der Insel. Der römische Suffektkonsul und spätere Statthalter Britanniens Gnaeus Iulius Agricola eroberte die Insel erneut im Jahr 77 n. Chr. durch Hilfstruppen, die ihre schwere Ausrüstung ablegten und zur Insel schwammen. Dies beeindruckte die dortigen Kelten nach Tacitus angeblich so sehr, dass sie sich kampflos ergaben. Die Engländer fügten Anglesey im 13. Jahrhundert ihrem Königreich hinzu.
Auf Beaumaris Castle auf Anglesey starb 1452 die der Hexerei bezichtigte Eleanor Cobham.
Anglesey ist eine der dreizehn traditionellen Grafschaften von Wales. 1974 wurde Anglesey ein District der neugebildeten Grafschaft Gwynedd und seit 1996 ist Anglesey eine Principal Area mit dem Status eines County.

## Sehenswürdigkeiten

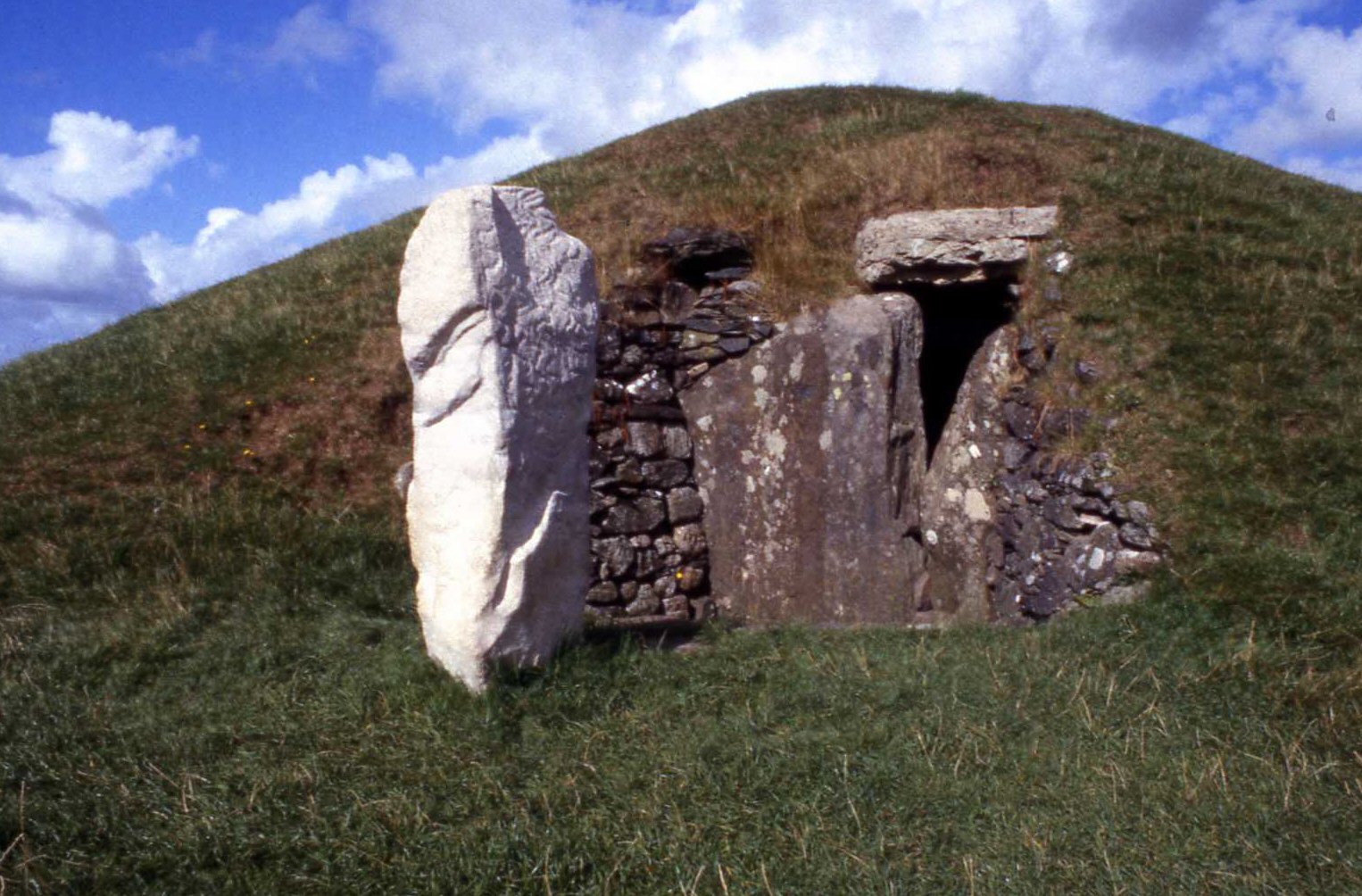
Bryn Celli Ddu

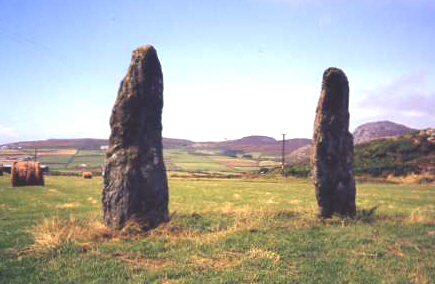
Penrhos Feiwl

Anglesey ist ein beliebtes Touristenziel. Unter den erhaltenen Megalithanlagen ragen die von Barclodiad-y-Gawres (eine Anlage des Maes Howe bzw. Newgrange Typs bei Aberffraw), die von Trefignath und die restaurierte Anlage von Bryn Celli Ddu heraus, die ein bronzezeitliches Grab inmitten eines ursprünglich neolithischen Heiligtums aufweist. Die beiden etwa 3 Meter hohen nadelartigen Menhire von Penrhos Feilw sind 2 von 39 Menhiren auf der Insel. Din Lligwy ist Platz eines hochrangigen megalithischen und eines eisenzeitlichen Denkmals. Bei Aber Alaw ist der Rundcairn Bedd Branwen zu sehen, in dem die Königin Branwen aus dem Mabinogion begraben sein soll. Auf der Insel befinden sich der eisenzeitliche Opferfundort Llyn Cerrig Bach und mit Llanfairpwllgwyngyllgogerychwyrndrobwllllantysiliogogogoch der Ort mit dem längsten Ortsnamen Europas. Anglesey ist als Area of Outstanding Natural Beauty klassifiziert. Des Weiteren stehen auf der Insel Plas Newydd und die Burgruine Beaumaris Castle. Direkt an der Südküste der Insel befindet sich der Anglesey Circuit, eine der modernsten Rennstrecken im Vereinigten Königreich.
Ungefähr einen Kilometer vor der Insel Anglesey ist eine Farm aus fünf Gezeitenkraftwerken mit jeweils zwei Megawatt Leistung in Planung, die voraussichtlich ab 2015[veraltet] Elektrizität für 10.000 Haushalte in Wales produzieren soll. Bei den Anlagen handelt es sich um Meeresströmungskraftwerke, wie sie bereits im Gezeitenkraftwerk Strangford in einer Meerenge vor Nordirland errichtet wurden. Rotoren werden dabei ähnlich wie bei einem Windrad von der Meeresströmung angetrieben und erzeugen so elektrischen Strom. Das 70 Millionen Pfund teure Projekt ist inzwischen genehmigt und wird mit 10 Millionen Pfund staatlich gefördert. Die vorhandene Infrastruktur des Hafens Holyhead soll beim Bau, Betrieb und bei der Wartung der Anlagen genutzt werden und so die wirtschaftliche Bedeutung des Hafens weiter stärken. Außerdem erhofft man sich, dass Wales so eine Vorreiterrolle im Bereich erneuerbare Energien übernehmen kann.
Die Pagan-Metal-Band Eluveitie schrieb ein Lied (Inis Mona) über die Insel und die Druiden.
Weitere Megalithanlagen:
- Bryn yr Hen Bobl
- Barclodiad y Gawres
- Din Dryfol
- Din Lligwy
- Kammergrab von Glyn
- Llanfechell Triangle
- Menhir von Bodewryd
- Penrhos Feilw
- Perthi Duon
- Presaddfed
- Trefignath

## Söhne und Töchter (Auswahl)
- Henry Rowlands (1655–1723), Geistlicher und Lokalhistoriker
- Stuart Andrew (* 1971), Politiker
- Andy Whitfield (1971–2011), Schauspieler
- Wayne Hennessey (* 1987), Fußballspieler
- Alex Jones (1988–2019), Automobilrennfahrer und Radsportler

## Sonstiges
Seit 2015 ist die Insel offiziell ohne Grauhörnchen. Die Neozoen waren im 19. Jahrhundert aus den USA nach Großbritannien gebracht und dort ausgesetzt worden, ihr Bestand belief sich zeitweise auf mehrere Millionen Exemplare. Die Tiere verdrängten weitgehend das heimische Eurasische Eichhörnchen, das daher in Großbritannien und Irland vom Aussterben bedroht ist. Aufgrund der Insellage konnte auf Anglesey die Grauhörnchenpopulation beseitigt werden. Die Bejagung war nicht unumstritten, sicherte dort aber dem „roten“ Eichhörnchen das Überleben.